# Tabaccologia
La tabaccologia è la scienza che studia il tabacco, il tabagismo ed i problemi ad essi correlati. La prima società scientifica di tabaccologia nacque in Francia nel 1986.
La ricerca tabaccologica comincia negli anni cinquanta e si sviluppa progressivamente in tutto il mondo, fornendo una misura attendibile e scientificamente corretta dei problemi legati al consumo di tabacco. Grazie alla ricerca, negli anni settanta, l'Organizzazione Mondiale della Sanità poté affermare che il tabacco rappresentava la principale causa di morte evitabile al mondo.
L'articolazione della materia si sviluppa in forma interdisciplinare, con competenze diverse come la tossicologia (che studia le componenti del fumo e le sue conseguenze sulla salute), l'epidemiologia (che permette di valutare l'impatto nella popolazione), la neurobiologia (che approfondisce i meccanismi della dipendenza), l'agronomia (che tratta la tecnica colturale e la difesa della coltura dalle molteplici avversità), l'ecologia (in grado di misurare l'impatto ambientale globale del tabacco), l'economia (in grado di valutare il bilancio fra introiti fiscali e costi in perdita di salute), la giurisprudenza (in termini di legislazione in materia di tabacco ed aspetti legali relativi alla litigation, ovvero alle cause intentate a risarcimento dei danni), la psicologia (che indaga sulle modalità per le quali il tabacco per così dire "soddisfa" il fumatore), la sociologia (in grado di esplorare l'universo dei consumi e dei consumatori), e naturalmente la medicina (necessaria a comprendere e a curare le patologie indotte dal consumo dei prodotti del tabacco).